# 沙爾梅 (弗里堡州)

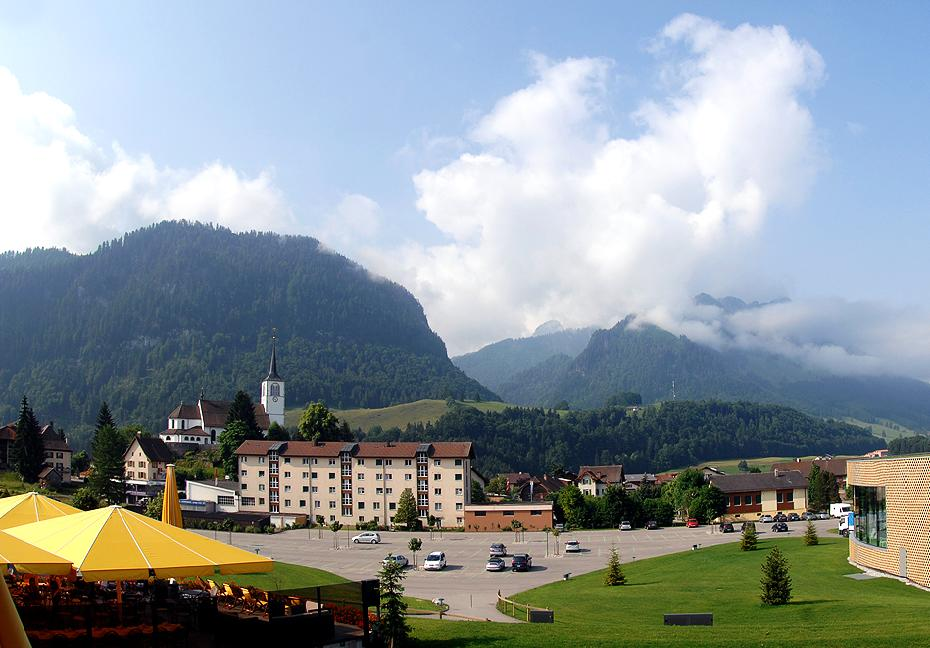

沙爾梅是瑞士的城鎮，位於該國西部，由弗里堡州負責管轄，面積78.46平方公里，海拔高度887米，2011年人口1,852，八成人口信奉羅馬天主教，人口密度每平方公里24人。